# Oliver Rolf Kahn
Oliver Rolf Kahn (nascut el 15 de juny de 1969 a Karlsruhe) és un exporter alemany de futbol. Va començar la seva carrera al Karlsruher SC i el 1994 va ser traspassat al FC Bayern de Múnic, el seu últim club professional. És un dels jugadors d'alemanya més exitosos de la història recent, havent guanyat vuit campionats alemanys, sis copes d'alemanya, la Copa de la UEFA el 1996, la Lliga de Campions i la Copa Intercontinental (ambdós de 2001). Les seves contribucions individuals li han permès guanyar quatre premis consecutius, el premi al Millor Porter Europeu concedit per la UEFA, tres de la IFFHS al Millor Porter de l'Any i dos premis al "Futbolista de l'Any" d'Alemanya.
Va jugar per l'equip nacional alemany des del 1994 fins al 2006, sent junt amb Michael Ballack l'emblema del combinat alemany a la Copa del Món de 2002, arribant fins a la final i esdevenint el millor jugador del torneig per la FIFA.
El seu darrer partit com a professional va ser el 27 de maig de 2008 a un amistós contra el Mohun Bagan AC a l'Índia, durant una gira asiàtica del Bayern. Al voltant de 120.000 espectadors van veure el partit, que acabà 0-3 a favor del Bayern. Kahn jugà com a titular i va ser substituït al minut 55 per Michael Rensing.
És considerat un dels millors porters alemanys i és l'únic porter en la història del futbol a guanyar la Golden Ball (trofeu que l'acredita com el millor jugador a una Copa del Món) durant la Copa del Món de 2002.

## Trajectòria

### Karlsruher SC
Oliver Kahn va iniciar seva carrera futbolística l'any 1987, a l'equip de la seva ciutat natal el Karlsruher SC, on era el porter suplent després d'Alexander Famulla. El debut es produí el 1990 quan el tècnic Winfried Schäfer, va decidir alinear-lo en l'equip titular. En els anys següents, Kahn va esdevenir un porter de qualitat contribuint a consolidar al Karlsruher SC com un dels millors equips de la Bundesliga. El seu èxit més gran amb el Karlsruher SC va ser arribar a les semifinals de la Copa de la UEFA a la temporada 1993-94, obtenint una històrica victòria per 7-0 al partit de tornada davant el València CF a la primera ronda, després d'haver estat derrotat en el partit d'anada per 3-1. Oliver Kahn va romandre al club durant set temporades.

### FC Bayern de Múnic
El 1994 va fitxar pel FC Bayern de Múnic per una xifra de 2,5 milions d'euros, i hi disputà 23 partits. A la temporada 1995-96, va patir una lesió al lligament creuat. El 1999, l'equip va arribar a la final de la Lliga de Campions, on seria derrotat pel Manchester United per un marcador de 2-1, tot i que Kahn que va ser nomenat amb el futbolista més valuós de la final.
A causa de lesions i problemes personals, el seu nivell va començar a disminuir després de la temporada 2002-03. A la Lliga de Campions de la temporada 2003-04, Kahn va deixar entrar un xut fàcil al porteria del Bayern contribuint a l'eliminació del seu equip de la competició. No obstant això, des de la temporada 2003-04 i malgrat la seva edat, les actuacions de Kahn van millorar substancialment.
Kahn va ser el porter de la 1. Bundesliga que més minuts ha estat imbatut, (va estar 803 minuts sense rebre un gol), fins que Timo Hildebrand el va superar en estar 885 minuts sense rebre un gol.
L'1 de maig de 2008 Kahn va dir adéu a la competició europea disputant el seu últim partit de la copa de la UEFA contra el FC Zenit Sant Petersburg a les semifinals d'aquesta competició, caient eliminat el Bayern després de rebre un contundent 4:0.
El 17 de maig de 2008, Kahn va disputar el seu últim partit a la Bundesliga amb la samarreta del FC Bayern de Múnic contra l'Hertha de Berlín, amb un resultat final de 4:1 a favor del Bayern. Kahn va ser substituït en el minut 89 per Michael Rensing, el seu successor en la meta del conjunt bavarès, sota una forta ovació del públic de l'Allianz Arena. Aquest partit va ser el núm. 557 de Kahn a la Bundesliga establint el rècord de 3r jugador amb més partits disputats en la història d'aquesta competició, també en aquest mateix partit Kahn va aconseguir el seu últim rècord com a jugador: el de menys gols encaixats en una temporada. Kahn va encaixar 21 gols en 34 partits, rècord que fins aquell moment pertanyia al Werder Bremen.

### Internacional
Va ser internacional amb la selecció de futbol d'Alemanya en 86 ocasions. Encara que ja havia estat convocat amb la selecció a 1994, el seu debut com a internacional es va produir el 23 de juny de 1995 en un matx contra Suïssa. Va ser convocat per a l'Eurocopa 1996, encara que no arribo a disputar ni un sol partit. Va participar en la Copa del Món de Futbol de Corea i Japó del 2002 disputant set trobades contra Aràbia Saudita, Camerun, Irlanda, Paraguai, EUA, Corea del Sud i Brasil. Kahn va ser el capità de la Selecció alemanya i va disputar tots els partits d'aquest Mundial. Va aconseguir el subcampionat en perdre a la final contra Brasil per dos gols a zero. Kahn va rebre tres gols en el campionat i va ser decisiu per al seu equip, per la qual cosa va ser escollit millor jugador del torneig.
Poc abans de començar la Copa del Món de Futbol 2006 el Director Tècnic de la selecció Alemanya anunci la titularitat de Jens Lehmann en el marc de la selecció quedant així Oliver Kahn com el segon porter, la qual cosa va ser un gran cop inesperat per a ell, això es va donar per una disputa entre la llegenda Alemanya Franz Beckenbauer i el tècnic de la selecció. Va ser així com durant la Copa del Món de Futbol 2006 Oliver Kahn va ser el segon porter de la selecció de futbol d'Alemanya, per darrere del seu company Jens Lehmann, Jugant només el partit on es va disputar el tercer lloc (Portugal-Alemanya 1:3). En finalitzar el torneig, va anunciar la seva retirada com a integrant de la selecció nacional.

### Participacions en Copes del Món
| Mundial                     | Seu                  | Resultat    |
| --------------------------- | -------------------- | ----------- |
| Copa del Món de Futbol 1994 | Estats Units         | 4t de final |
| Copa del Món de Futbol 1998 | França               | 4t de final |
| Copa del Món de Futbol 2002 | Corea del Sud i Japó | Subcampió   |
| Copa del Món de Futbol 2006 | Alemanya             | Semifinal   |

### Participacions en Eurocopa
| Mundial       | Seu                     | Resultat     |
| ------------- | ----------------------- | ------------ |
| Eurocopa 1996 | Anglaterra              | Campió       |
| Eurocopa 2000 | Bèlgica i Països Baixos | Primera fase |
| Eurocopa 2004 | Portugal                | Primera fase |

## Clubs
| Club               | País     | Any         |
| ------------------ | -------- | ----------- |
| Karlsruher SC      | Alemanya | 1987 - 1994 |
| FC Bayern de Múnic | Alemanya | 1994 - 2008 |

## Palmarès

### Campionats estatals
| Títol            | Club               | País     | Any     |
| ---------------- | ------------------ | -------- | ------- |
| 1. Bundesliga    | FC Bayern de Múnic | Alemanya | 1996-97 |
| Copa de la Lliga | FC Bayern de Múnic | Alemanya | 1997    |
| Copa alemanya    | FC Bayern de Múnic | Alemanya | 1997-98 |
| Copa de la Lliga | FC Bayern de Múnic | Alemanya | 1998    |
| 1. Bundesliga    | FC Bayern de Múnic | Alemanya | 1998-99 |
| Copa de la Lliga | FC Bayern de Múnic | Alemanya | 1999    |
| 1. Bundesliga    | FC Bayern de Múnic | Alemanya | 1999-00 |
| Copa alemanya    | FC Bayern de Múnic | Alemanya | 1999-00 |
| Copa de la Lliga | FC Bayern de Múnic | Alemanya | 2000    |
| 1. Bundesliga    | FC Bayern de Múnic | Alemanya | 2000-01 |
| 1. Bundesliga    | FC Bayern de Múnic | Alemanya | 2002-03 |
| Copa alemanya    | FC Bayern de Múnic | Alemanya | 2002-03 |
| Copa de la Lliga | FC Bayern de Múnic | Alemanya | 2004    |
| 1. Bundesliga    | FC Bayern de Múnic | Alemanya | 2004-05 |
| Copa alemanya    | FC Bayern de Múnic | Alemanya | 2004-05 |
| 1. Bundesliga    | FC Bayern de Múnic | Alemanya | 2005-06 |
| Copa alemanya    | FC Bayern de Múnic | Alemanya | 2005-06 |
| Copa de la Lliga | FC Bayern de Múnic | Alemanya | 2007    |
| 1. Bundesliga    | FC Bayern de Múnic | Alemanya | 2007-08 |
| Copa alemanya    | FC Bayern de Múnic | Alemanya | 2007-08 |

### Copes internacionals
| Títol                 | Equip (*)          | País     | Any     |
| --------------------- | ------------------ | -------- | ------- |
| Copa de la UEFA       | FC Bayern de Múnic | Alemanya | 1995-96 |
| Eurocopa              | Selecció Alemanya  | Alemanya | 1996    |
| Lliga de Campions     | FC Bayern de Múnic | Alemanya | 2000-01 |
| Copa Intercontinental | FC Bayern de Múnic | Alemanya | 2001    |

(*) Incloent la Selecció